# بخش مطالعات ادراکی دانشگاه ویرجینیا
بخش مطالعات ادراکی (به انگلیسی: Division of Perceptual Studies؛ به اختصار: DOPS) , بخشی تحقیقاتی است زیر نظر دانشگاه ویرجینیا در آمریکا که به بررسی پدیده‌های معنوی و فرمادی؛ مثل زندگی پس از مرگ، تجربه نزدیک به مرگ، تناسخ، ادراکات بستر مرگ، توانایی‌های فراحسی (مثل تله پاتی) و … می‌پردازد. تحقیقات بخش مطالعات ادراکی، از نظر علمی معتبر بوده و در معتبرترین ژورنال‌های علمی منتشر می‌شوند.
این بخش توسط ایان استیونسن رئیس اسبق دپارتمان روان پزشکی دانشگاه ویرجینیا، در سال ۱۹۶۷ تأسیس شد. در آغاز، این بخش با عنوان «بخش مطالعات شخصیتی» نام گرفته بود که بعدها در سال ۲۰۰۴ به «بخش مطالعات ادراکی» (DOPS) تغییر نام یافت.

## رویکرد بخش مطالعات ادراکی (DOPS)
سایت بخش مطالعات ادراکی دانشگاه ویرجینیا، در قسمت «دربارهٔ ما» می‌نویسد:
ما باور داریم که در «بخش مطالعات ادراکی»، انقلابی در تاریخ تفکر در حال شکل‌گیری است و ما (بخش مطالعات ادراکی) نقش منحصر به فردی را در به ثمر رساندن این انقلاب، برعهده داریم.
در این زمان جریان رایج علمی و فلسفی، معتقد است: ذهن، شخصیت و هوشیاری چیزی جز محصول جانبی مغزی که در جمجمهٔ ما محبوس شده نیست و بعد از مرگ ناپدید می‌شود. بخش مطالعات ادراکی (DOPS) با تکیه بر تحقیقاتش، این اعتقاد را با شواهد علمی-تجربی و به‌صورت موشکفانه به چالش می‌کشد. این شواهد علمی نشان می‌دهند، «هوشیاری» بعد از مرگ ادامه دارد و «ذهن» و «مغز» وجودی جدا و مستقل از هم دارند.
و ما در این راه تنها نیستیم. تعداد رو به رشدی از دانشمندان و فلاسفه متقاعد شده‌اند که تصویر فیزیکالیستی (مادی گرایانه) رایج، قابل خدشه و ایراد است؛ و «علم» نیاز ضروری دارد که با وسعت بخشیدن خود در جهات مختلف، خود را با «تجارب معنویِ» راستین وفق دهد، بدون اینکه اعتبار و تمامیت علمی خود را از دست دهد.

## تاریخچه
ایان استیونسن بخش مطالعات ادراکی را در سال ۱۹۶۷ تأسیس کرد. هدف او از تأسیس این بخش، استفاده از روش علمی برای بررسی پدیده‌هایی بود که اعتقادات و پیش فرض‌های فعلی جامعه علمی برایشان پاسخی نداشتند؛ پدیده‌هایی که گاهی فراطبیعی و فراعادی خوانده می‌شوند مثل «ادراکات فراحسی» (مانند تله پاتی), پدیده Apparition, ادراکات بستر مرگ، ارتباطات بعد از مرگ یا ارتباط با ارواح (ADC) , پولترجایست، تجربه نزدیک به مرگ، تجربه خروج از بدن و موضوع کودکانی که زندگی قبل خود را به یاد آوردند (تناسخ). استیونسن بخاطر تحقیقاتش در مورد اخیر یعنی «تناسخ» معروف شد و شواهد شگفت‌انگیزی از کودکانی که زندگی قبل خود را (بدون هیپنوتیزم و به‌صورت خود به خود) به یاد می‌آوردند , جمع‌آوری کرد.
بروس گریسون محقق معروف تجربه نزدیک به مرگ و ویراستار پیشین ژورنال Near-Death Studies , که از سال ۱۹۹۵ عضو بخش مطالعات ادراکی دانشگاه ویرجینیا بود، در سال ۲۰۰۲ , ریاست بخش مطالعات ادراکی را برعهده گرفت و این باعث شد. استیونسن بتواند مقالات و کتب بیشتری را در زمینهٔ کیس‌های تناسخ بنویسید.
در سپتامبر ۲۰۱۴ جیم تاکر سمت ریاست بخش مطالعات ادراکی را بر عهده گرفت، موضوع مورد تحقیق جیم تاکر، کودکانی هستند که زندگی قبل خود را به یاد می‌آورند؛ در واقع ایشان ادامه دهندهٔ تحقیقات استیونسن هستند. هم‌اکنون جیم تاکر ریاست بخش مطالعات ادراکی دانشگاه ویرجینیا را بر عهده دارند.

## اعتبار تحقیقات بخش مطالعات ادراکی
تحقیقات بخش مطالعات ادراکی دانشگاه ویرجینیا علمی و معتبر هستند و مقالاتشان را در معتبرترین ژورنال‌های علمی منتشر می‌کنند. ژورنال انجمن پزشکی آمریکا (جاما) که از معتبرترین ژورنال‌های پزشکی است، در بررسی یکی از تحقیقات استیونسن در مورد کیس‌های تناسخ می‌نویسد:
«در رابطه با تناسخ، استیونسن با تلاش و دقت فراوان و به دور از جانب داری و احساسات، کیس‌های متعدد را با دقت جمع آوری کرده؛ مدارکی مستند که تنها با تناسخ قابل توضیح هستند (به سختی می‌شوند توجیه دیگری یافت). او شواهد بسیار زیادی را به ثبت رسانده که نمی‌توان نادیده اشان گرفت.»
هرچند به گفته جیم تاکر در سخنرانی سال ۲۰۱۷ در موزه علم بوستون، خیلی‌ها متأسفانه این مدارک شگفت‌انگیز را نادیده گرفتند.

## اعضا و محققان
اعضای اصلی بخش مطالعات ادراکی همگی از استادان دانشگاه ویرجینیا هستند؛

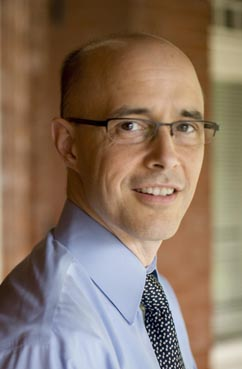
جیم تاکر، رئیس کنونی بخش مطالعات ادراکی دانشگاه ویرجینیا

اعضای سابق:
- ایان استیونسن'؛ مؤسس بخش مطالعات ادراکی، موضوع تحقیق: تناسخ، تجربه نزدیک به مرگ، پدیده‌های فراطبیعی، واسطه روحی‌بودن و ارتباطات بعد از مرگ و …

اعضای کنونی:
- جیم تاکر؛ رئیس بخش مطالعات ادراکی، موضوع تحقیق: کودکانی که زندگی قبل خود را به یاد می‌آورند (تناسخ)
- بروس گریسون؛ موضوع تحقیق: تجربه نزدیک به مرگ، ادراکات بستر مرگ، crisis apparition
- ادوارد کلی؛ موضوع تحقیق: توانائی‌های فراحسی، حالت‌های تغییریافتهٔ هوشیاری
- امیلی کلی (همسر ادوارد کلی)؛ موضوع تحقیق :ادراکات بستر مرگ، crisis apparition , تجربه نزدیک به مرگ
- کیم پنبرثی؛ حالت‌های تغییریافتهٔ هوشیاری، فرآگاهی و سلامت، تجارب بیمارستان[۷]